# Лейк-Мюррей-оф-Ричланд (Південна Кароліна)
Лейк-Мюррей-оф-Ричланд (англ. Lake Murray of Richland) — переписна місцевість (CDP) в США, в окрузі Ричленд штату Південна Кароліна. Населення — 8110 осіб (2020).

## Географія
Лейк-Мюррей-оф-Ричланд розташований за координатами 34°7′22″ пн. ш. 81°15′57″ зх. д. / 34.12278° пн. ш. 81.26583° зх. д. (34.122668, -81.265790).  За даними Бюро перепису населення США в 2010 році переписна місцевість мала площу 22,53 км², з яких 14,46 км² — суходіл та 8,06 км² — водойми.

## Демографія
Згідно з переписом 2010 року, у переписній місцевості мешкали 5484 особи в 2008 домогосподарствах у складі 1631 родини. Густота населення становила 243 особи/км².  Було 2215 помешкань (98/км²).
Расовий склад населення:
| - 96,1 % — білих - 1,3 % — чорних або афроамериканців - 1,1 % — азіатів - 0,2 % — корінних американців |

До двох чи більше рас належало 0,9 %. Частка іспаномовних становила 1,7 % від усіх жителів.
За віковим діапазоном населення розподілялося таким чином: 23,5 % — особи молодші 18 років, 58,3 % — особи у віці 18—64 років, 18,2 % — особи у віці 65 років та старші. Медіана віку мешканця становила 45,9 року. На 100 осіб жіночої статі у переписній місцевості припадало 90,8 чоловіків;  на 100 жінок у віці від 18 років та старших — 88,0 чоловіків також старших 18 років.
Середній дохід на одне домашнє господарство  становив 107 964 долари США (медіана — 103 656), а середній дохід на одну сім'ю — 114 512 долари (медіана — 112 305). Медіана доходів становила 73 805 доларів для чоловіків та 49 265 доларів для жінок. За межею бідності перебувало 4,4 % осіб, у тому числі 4,8 % дітей у віці до 18 років та 4,6 % осіб у віці 65 років та старших.
Цивільне працевлаштоване населення становило 2477 осіб. Основні галузі зайнятості: освіта, охорона здоров'я та соціальна допомога — 30,1 %, науковці, спеціалісти, менеджери — 12,8 %, публічна адміністрація — 12,4 %.